# Лямцино (Московская область)
Лямцино — село в Домодедовском городском округе Московской области.
Расположено в 9 км к юго-востоку от Домодедово, в 25 км от МКАД и в 2 км от западной ВПП аэропорта Домодедово.
Главная достопримечательность — Храм Святителя Николая Чудотворца. У храма, по завещанию, похоронен популярный советский поэт-песенник Онегин Гаджикасимов.
| 2002 | 2010 |
| ---- | ---- |
| 235  | ↘212 |

## История
В прошлом — монастырское село на древней Бронницко-Подольской дороге.

## Достопримечательности

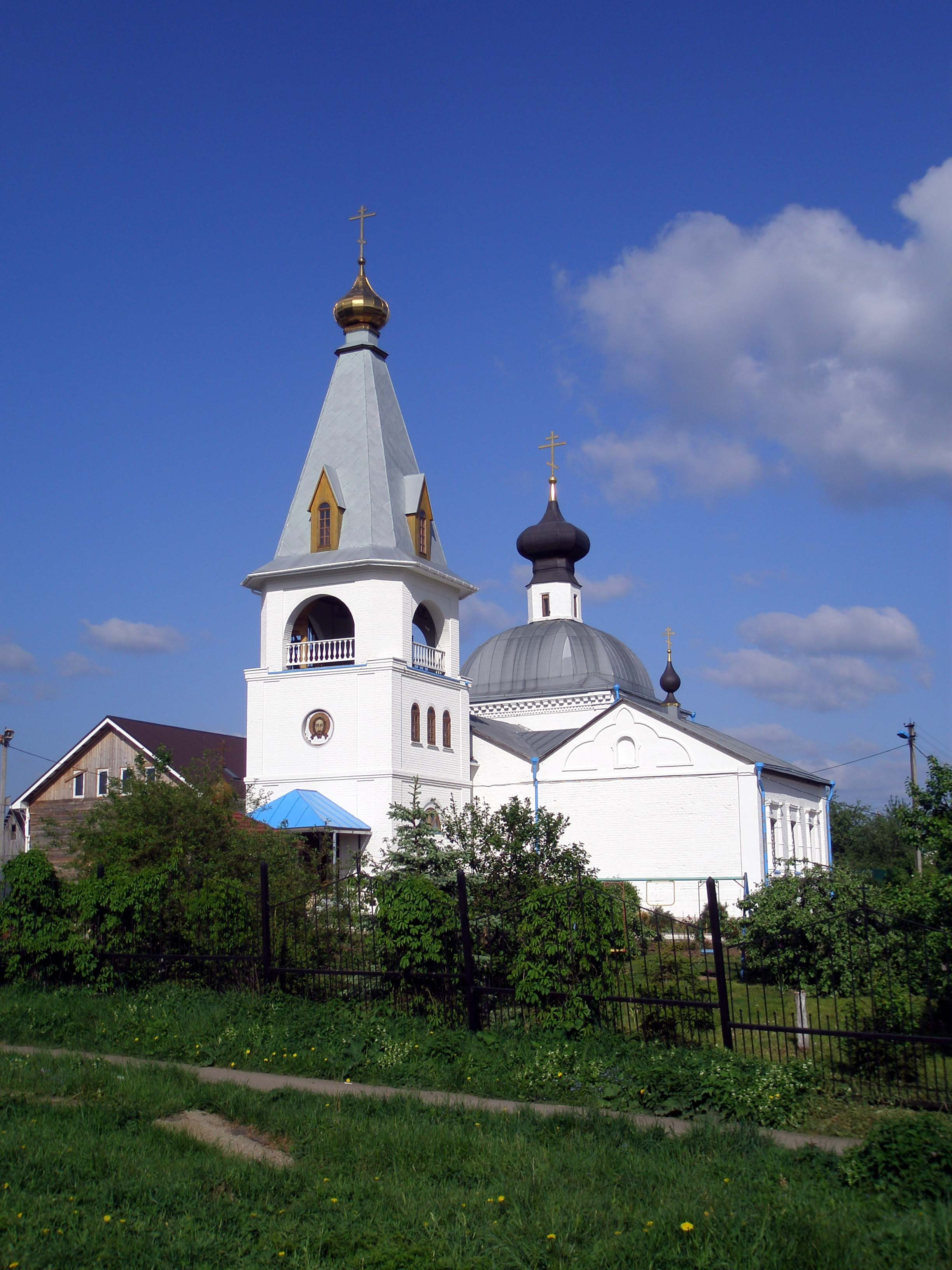
Церковь Николая Чудотворца в Лямцино

Церковь в селе Лямцино существовала уже в 1534 году, о чём свидетельствует запись в служебной минее московского Чудова монастыря. В то время селом владел Иван Михайлович Семенов, который завещал его в духовной грамоте Чудову монастырю. Современное здание было построено между 1790 и 1794 годами.